# Lepidokirbyia venigera
Lepidokirbyia venigera är en fjärilsart som beskrevs av De Toulgoët 1982. Lepidokirbyia venigera ingår i släktet Lepidokirbyia och familjen björnspinnare. Inga underarter finns listade i Catalogue of Life.